# Internationella matematikerkongressen
Internationella matematikerkongressen är den viktigaste kongressen i den matematiska gemenskapen. Den genomförs vart fjärde år i International Mathematical Unions regi.

## Lista över kongresser
Innan denna serie kongresser startade 1897, hölls den Internationella matematiska kongressen 1893.
- 1897: Zürich, Schweiz
- 1900: Paris, Frankrike
- 1904: Heidelberg, Tyskland
- 1908: Rom, Italien
- 1912: Cambridge, Storbritannien
- 1920: Strasbourg, Frankrike
- 1924: Toronto, Kanada
- 1928: Bologna, Italien
- 1932: Zürich, Schweiz
- 1936: Oslo, Norge
- 1950: Cambridge, Massachusetts, USA
- 1954: Amsterdam, Holland
- 1958: Edinburgh, Storbritannien
- 1962: Stockholm, Sverige
- 1966: Moskva, Sovjetunionen
- 1970: Nice, Frankrike
- 1974: Vancouver, Kanada
- 1978: Helsingfors, Finland
- 1982 (genomfördes 1983): Warszawa, Polen
- 1986: Berkeley, Kalifornien, USA
- 1990: Kyoto, Japan
- 1994: Zürich, Schweiz
- 1998: Berlin, Tyskland
- 2002: Peking, Kina
- 2006: Madrid, Spanien
- 2010: Hyderabad, Indien
- 2014: Seoul, Sydkorea
- 2018: Rio de Janeiro, Brasilien
- 2022: (Sankt Petersburg), [Paris}
- 2026: Philadelphia